# ولاية مقشن
ازدهرت ولاية مقشن في عصر النهضة العمانية من حيث العمران والتطور الذي تشهده هذه الولاية فقد تم ربط طريق الهاي واي الطريق السريع مسقط صلالة بها فقد كان الطريق القديم يبعد عنها عدة كيلو مترات وقد تم إنشاء المراكز الصحية والمدارس والبيوت العصرية الحديثة فيها من قبل حكومة سلطنة عمان التي تهتم بكل ولاياتها..

## سكان ولاية مقشن
سكان ولاية مقشن هم من قبائل الكثيري وهي نفس القبائل البدوية الكثيرية التي تعيش في ولاية ثمريت,,
وتشتهر ولاية مقشن بالفنون الشعبية ومنها الهبوت وهو فن مشهور في كل ولايات محافظة ظفار وتقام فيها أيضا مسابقات الإبل منها : المزاينة وهي مسابقة جمال الإبل ومسابقة المحالبة.
ومسابقة مضمار الهجن العربية وتقام الأخيرة في ولاية ثمريت كما تشترك الولايتان في مسابقة المزاينة والمحالبة لكونهما ولايات بدوية في نجد ظفار.. وهذه المسابقات تقام في جميع دول الخليج العربية وذلك لتواصل عادات وتقاليد شبة الجزيرة العربية.

## نيابات ومناطق ولاية مقشن
توجد بولاية مقشن ست مدن رئيسية و هي:
- مقشن و هي عاصمة الولاية و أكبر مدنها.
- مرسودد.
- مندر الظبيان.
- المنادر.
- قتبيت.
- المشاش.
- فرشة قتبيت.